# Coccus opimum
Coccus opimum är en insektsart som först beskrevs av Green 1913.  Coccus opimum ingår i släktet Coccus och familjen skålsköldlöss. Inga underarter finns listade i Catalogue of Life.